# Marcilly-d'Azergues
Pour les articles homonymes, voir Marcilly.
Marcilly-d'Azergues est une commune française, située dans le département du Rhône en région Auvergne-Rhône-Alpes.

## Géographie

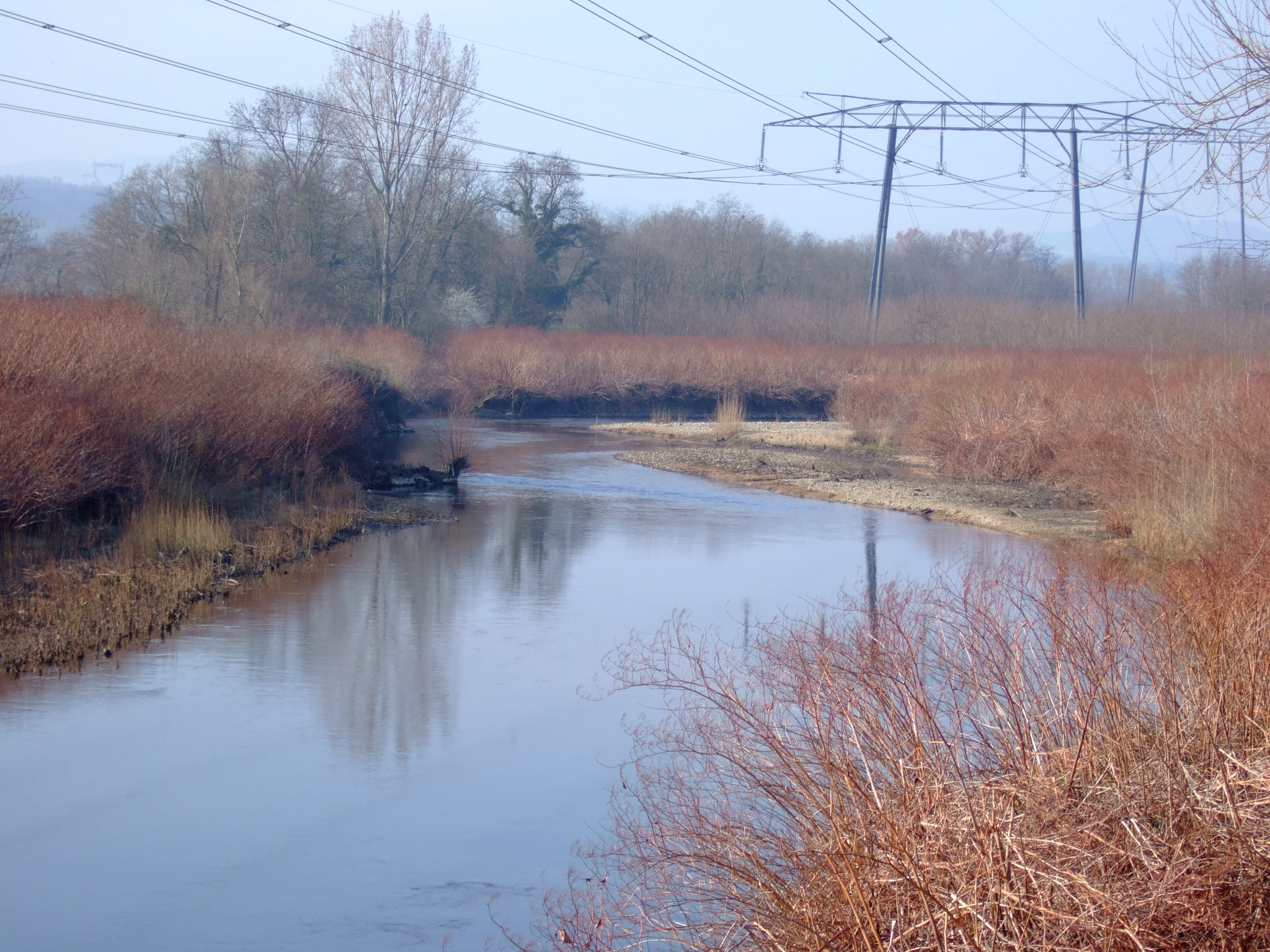
L'Azergues entre Chazay-d'Azergues et Marcilly-d'Azergues.

La commune de Marcilly d’Azergues se situe dans le canton d’Anse à une vingtaine de kilomètres de Lyon.
Elle s'étend du sud au nord en une longue bande de terrain : un coteau assez élevé au sud qui descend vers la plaine de l'Azergues au nord. Le bourg est situé au centre nord-ouest du territoire communal.
Hameaux de la commune : Bernardière, Bramefond, La Ferrandière et Montessuy.

### Communes limitrophes
Les communes limitrophes sont Les Chères, Chazay-d'Azergues, Civrieux-d'Azergues, Dommartin et Lissieu.
| Chazay-d'Azergues   | Les Chères          |         |
| Civrieux-d'Azergues | Marcilly-d'Azergues | Lissieu |
|                     | Dommartin           |         |

### Climat
Pour des articles plus généraux, voir Climat d'Auvergne-Rhône-Alpes et Climat du Rhône.
En 2010, le climat de la commune est de type climat océanique dégradé des plaines du Centre et du Nord, selon une étude du Centre national de la recherche scientifique s'appuyant sur une série de données couvrant la période 1971-2000. En 2020, Météo-France publie une typologie des climats de la France métropolitaine dans laquelle la commune est exposée à un climat de montagne ou de marges de montagne et est dans la région climatique  Nord-est du Massif Central, caractérisée par une pluviométrie annuelle de 800 à 1 200 mm, bien répartie dans l’année. 
Pour la période 1971-2000, la température annuelle moyenne est de 11,6 °C, avec une amplitude thermique annuelle de 17,8 °C. Le cumul annuel moyen de précipitations est de 783 mm, avec 9 jours de précipitations en janvier et 6,2 jours en juillet. Pour la période 1991-2020, la température moyenne annuelle observée sur la station météorologique de Météo-France la plus proche, « Pommiers », sur la commune de Pommiers à 9 km à vol d'oiseau, est de 12,6 °C et le cumul annuel moyen de précipitations est de 778,0 mm,. Pour l'avenir, les paramètres climatiques de la commune estimés pour 2050 selon différents scénarios d'émission de gaz à effet de serre sont consultables sur un site dédié publié par Météo-France en novembre 2022.

## Urbanisme

### Typologie
Au 1er janvier 2024, Marcilly-d'Azergues est catégorisée ceinture urbaine, selon la nouvelle grille communale de densité à sept niveaux définie par l'Insee en 2022.
Elle appartient à l'unité urbaine de Lyon, une agglomération inter-départementale regroupant 123  communes, dont elle est une commune de la banlieue,,. Par ailleurs la commune fait partie de l'aire d'attraction de Lyon, dont elle est une commune de la couronne,. Cette aire, qui regroupe 397 communes, est catégorisée dans les aires de 700 000 habitants ou plus (hors Paris),.

### Occupation des sols
L'occupation des sols de la commune, telle qu'elle ressort de la base de données européenne d’occupation biophysique des sols Corine Land Cover (CLC), est marquée par l'importance des territoires agricoles (69,1 % en 2018), en diminution par rapport à 1990 (70,4 %). La répartition détaillée en 2018 est la suivante : 
prairies (45,7 %), zones urbanisées (29,7 %), terres arables (17,1 %), zones agricoles hétérogènes (6,3 %), forêts (0,9 %), zones industrielles ou commerciales et réseaux de communication (0,3 %). L'évolution de l’occupation des sols de la commune et de ses infrastructures peut être observée sur les différentes représentations cartographiques du territoire : la carte de Cassini (XVIIIe siècle), la carte d'état-major (1820-1866) et les cartes ou photos aériennes de l'IGN pour la période actuelle (1950 à aujourd'hui).

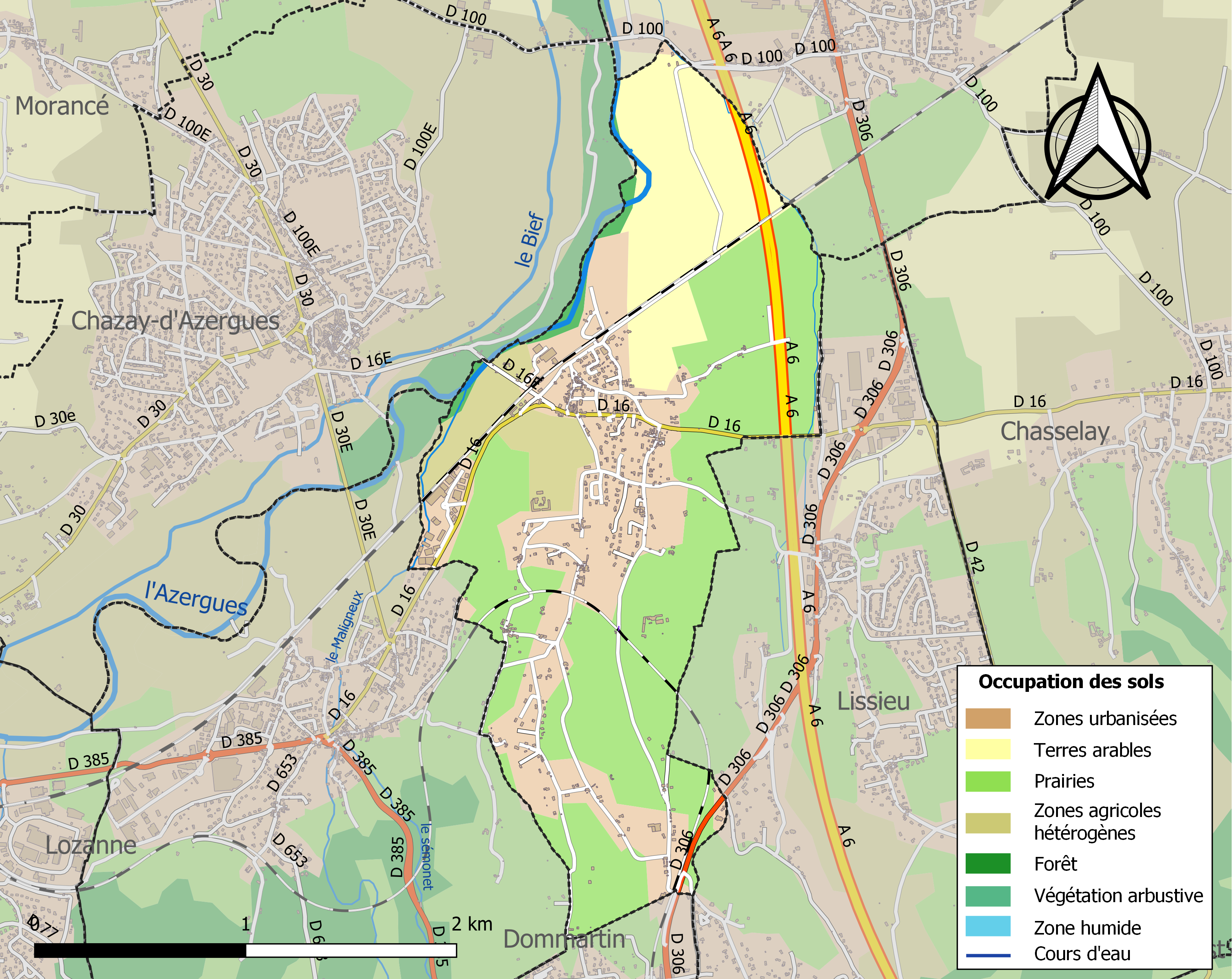
Carte des infrastructures et de l'occupation des sols de la commune en 2018 (CLC).

## Toponymie
Marcilly serait dérivé du nom Marcellus, lieutenant de César. Au Xe siècle, il apparaît sous les termes "villa romaine Proliacus" et "villa Marcelliacus". 
Les habitants de Marcilly-d'Azergues sont appelés les Marcillois.

## Histoire
Avant la Révolution française, la commune dépendait de l’archiprêtré d’Anse et était du ressort de
l’élection et de la sénéchaussée de Lyon.
L'histoire de Marcilly est marquée par 2 grandes seigneuries, avant 1718, les abbés d'Ainay et de 1718 à la Révolution les Riverieulx de Varax. L’abbaye d’Ainay possède, dès le Xe siècle, des biens importants sur le territoire de Marcilly d’Azergues. Les abbés d’Ainay en conservent les droits de seigneurie jusqu’en 1718, date à laquelle ils les
vendent à M. Riverieulx de Varax.
Sur le territoire de Marcilly, deux châteaux, bien conservés, sont visibles. 
Le château de Janzé (ou Janzay) porte le nom d'une famille très ancienne dont un membre était abbé d'Ainay en 1284 (on écrivait alors Ganzé). Le château de Varax (du nom de Varax, autre domaine des Rivérieulx), au sud-ouest du bourg, est inscrit, avec son parc, aux Monuments Historiques en 2012. La culture de la vigne était l'activité principale jusqu'au début des années 1900 ou la culture fruitière s'est développée. La démographie communale connait un lent accroissement pendant les deux derniers tiers du XIXe siècle. Puis l’exode rural ne sera compensé qu’au début des années 1960 avec l’arrivée des Lyonnais.

## Héraldique
| Blason de Marcilly-d'Azergues | Blason  | D'azur à la grappe de raisin, tigée et vrillée d'or, feuillée de sinople. |
| Blason de Marcilly-d'Azergues | Détails | Le statut officiel du blason reste à déterminer.                          |

## Politique et administration
| Période                                  | Période  | Identité            | Étiquette | Qualité |
| ---------------------------------------- | -------- | ------------------- | --------- | ------- |
| 2020                                     | En cours | Frédéric Blanchon   |           |         |
| 2001                                     | 2020     | André Dumoulin      |           |         |
| 1995                                     | 2001     | Michel Picard       |           |         |
| 1989                                     | 1995     | Marie-Paule Rive    |           |         |
| 1983                                     | 1989     | Jean-Paul Gilardin  |           |         |
| 1977                                     | 1983     | Marie-Paule Rive    |           |         |
| 1965                                     | 1977     | Louis Jacquet       |           |         |
| 1960                                     | 1965     | Marius Blanchon     |           |         |
| 1953                                     | 1960     | Stéphane Massoud    |           |         |
| 1947                                     | 1953     | Claude Luizet       |           |         |
| 1945                                     | 1947     | François Moncel     |           |         |
| 1945                                     | 1945     | Jean Bret           |           |         |
| 1942                                     | 1944     | Joseph Deforge      |           |         |
| 1919                                     | 1942     | Jean Marie Graille  |           |         |
| 1916                                     | 1919     | Jean Antoine Simon  |           |         |
| 1912                                     | 1916     | Jean Marie Graille  |           |         |
| 1904                                     | 1912     | Jean Antoine Simon  |           |         |
| 1900                                     | 1904     | Jean Marie Graille  |           |         |
| 1896                                     | 1900     | Jean André Burnier  |           |         |
| 1816                                     | 1816     | Nicolas Rambaud     |           |         |
| 1815                                     | 1816     | Boulard de Gatelier |           |         |
| 1813                                     | 1815     | Nicolas Rambaud     |           |         |
| Les données manquantes sont à compléter. |          |                     |           |         |

## Population et société

### Démographie
L'évolution du nombre d'habitants est connue à travers les recensements de la population effectués dans la commune depuis 1793. Pour les communes de moins de 10 000 habitants, une enquête de recensement portant sur toute la population est réalisée tous les cinq ans, les populations de référence des années intermédiaires étant quant à elles estimées par interpolation ou extrapolation. Pour la commune, le premier recensement exhaustif entrant dans le cadre du nouveau dispositif a été réalisé en 2007.

En 2022, la commune comptait 1 004 habitants, en évolution de +15,4 % par rapport à 2016 (Rhône : +3,93 %, France hors Mayotte : +2,11 %).
| 1793 | 1800 | 1806 | 1821 | 1831 | 1836 | 1841 | 1846 | 1851 |
| ---- | ---- | ---- | ---- | ---- | ---- | ---- | ---- | ---- |
| 382  | 308  | 399  | 452  | 468  | 414  | 444  | 423  | 434  |

| 1856 | 1861 | 1866 | 1872 | 1876 | 1881 | 1886 | 1891 | 1896 |
| ---- | ---- | ---- | ---- | ---- | ---- | ---- | ---- | ---- |
| 435  | 479  | 530  | 486  | 509  | 454  | 432  | 441  | 432  |

| 1901 | 1906 | 1911 | 1921 | 1926 | 1931 | 1936 | 1946 | 1954 |
| ---- | ---- | ---- | ---- | ---- | ---- | ---- | ---- | ---- |
| 434  | 435  | 420  | 391  | 401  | 400  | 428  | 360  | 374  |

| 1962 | 1968 | 1975 | 1982 | 1990 | 1999 | 2006 | 2007 | 2012 |
| ---- | ---- | ---- | ---- | ---- | ---- | ---- | ---- | ---- |
| 377  | 443  | 472  | 692  | 714  | 831  | 873  | 879  | 872  |

| 2017 | 2022  | - | - | - | - | - | - | - |
| ---- | ----- | - | - | - | - | - | - | - |
| 875  | 1 004 | - | - | - | - | - | - | - |

### Enseignement
École primaire communale

### Manifestations culturelles et festivités
On trouve plusieurs associations de loisirs et culture ainsi que des associations pour les classes de conscrits et une bibliothèque.
- Fête du boudin le premier dimanche de décembre

### Sports
Quatre associations sportives dont tennis, randonnée et chasse.

### Environnement

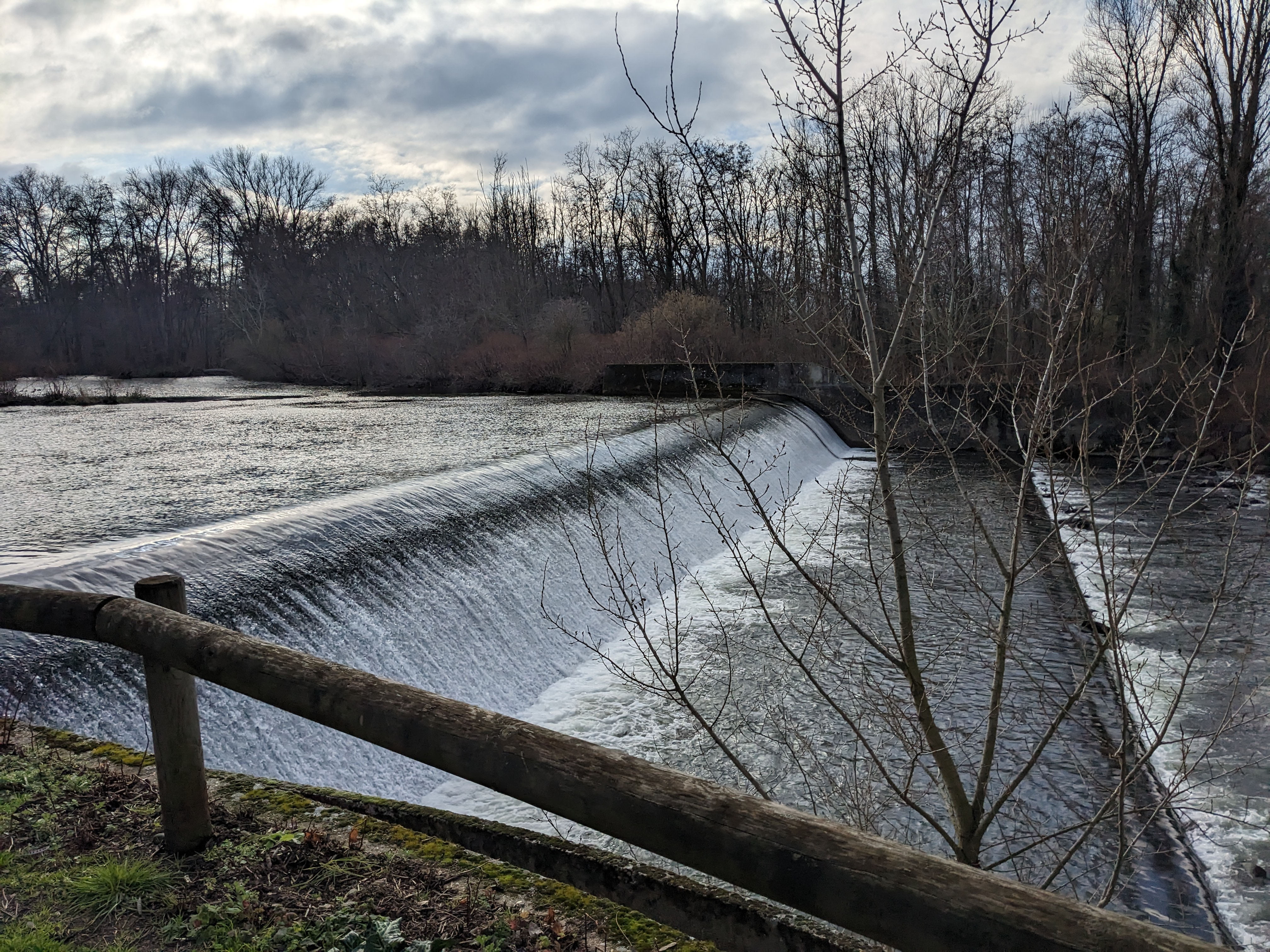
Barrage sur l'Azergues

Le village est bordé par l'Azergues. Un barrage a été installé en 1957, remplaçant d'anciens ouvrages.

## Lieux et monuments
- L'église Saint-Barthélémy
- Le Château de Janzé
- Le Château de Varax : inscrit aux Monuments Historiques depuis décembre 2012[14]. Il abrite dans ses jardins deux colonnes provenant du Palais des Tuileries de Paris[23],[24].
- Le Four à chaux.
- Statue de la vierge à l'enfant, Notre-Dame de Tout Secours, dite La Madonne.

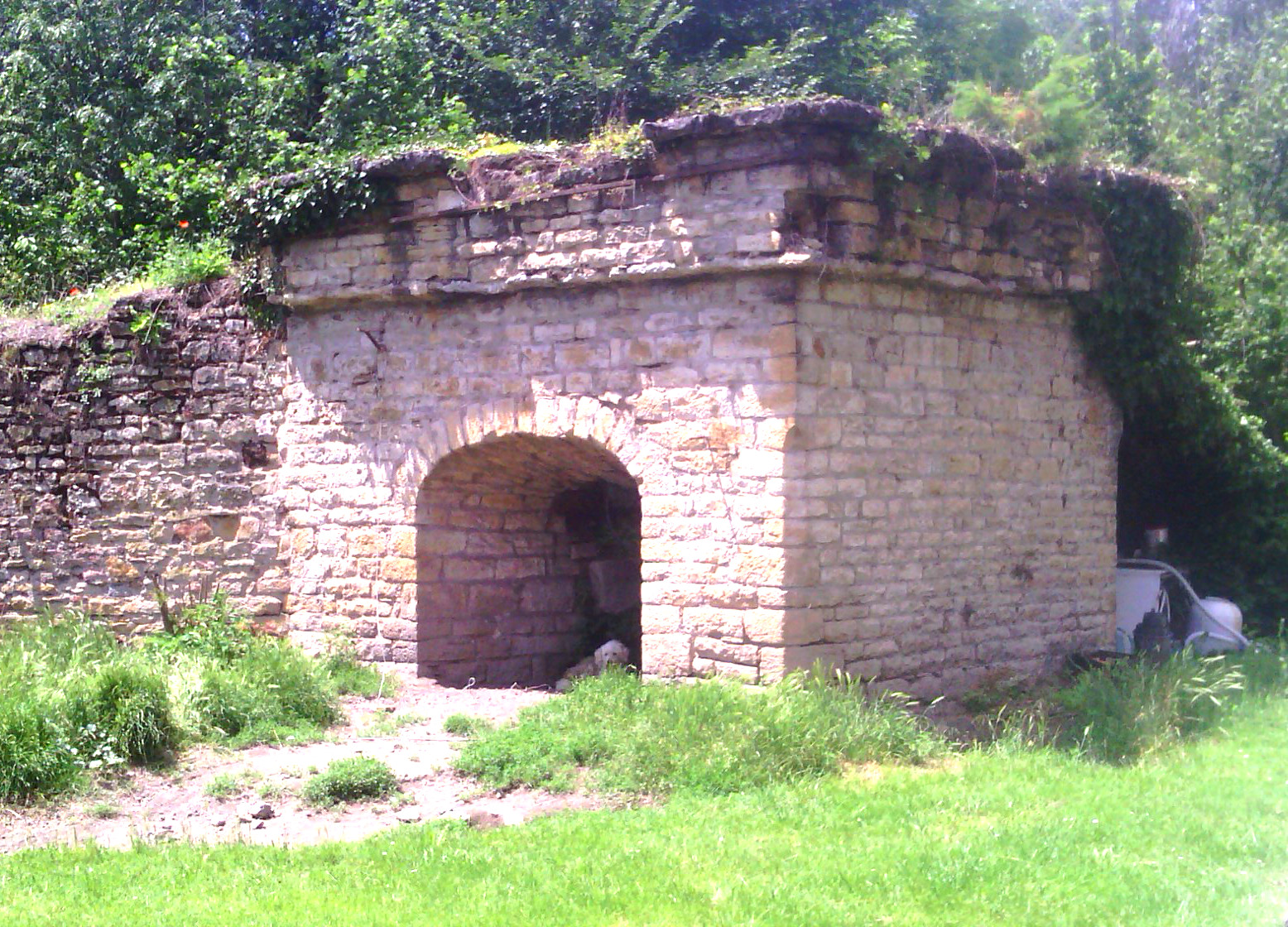
Four à chaux
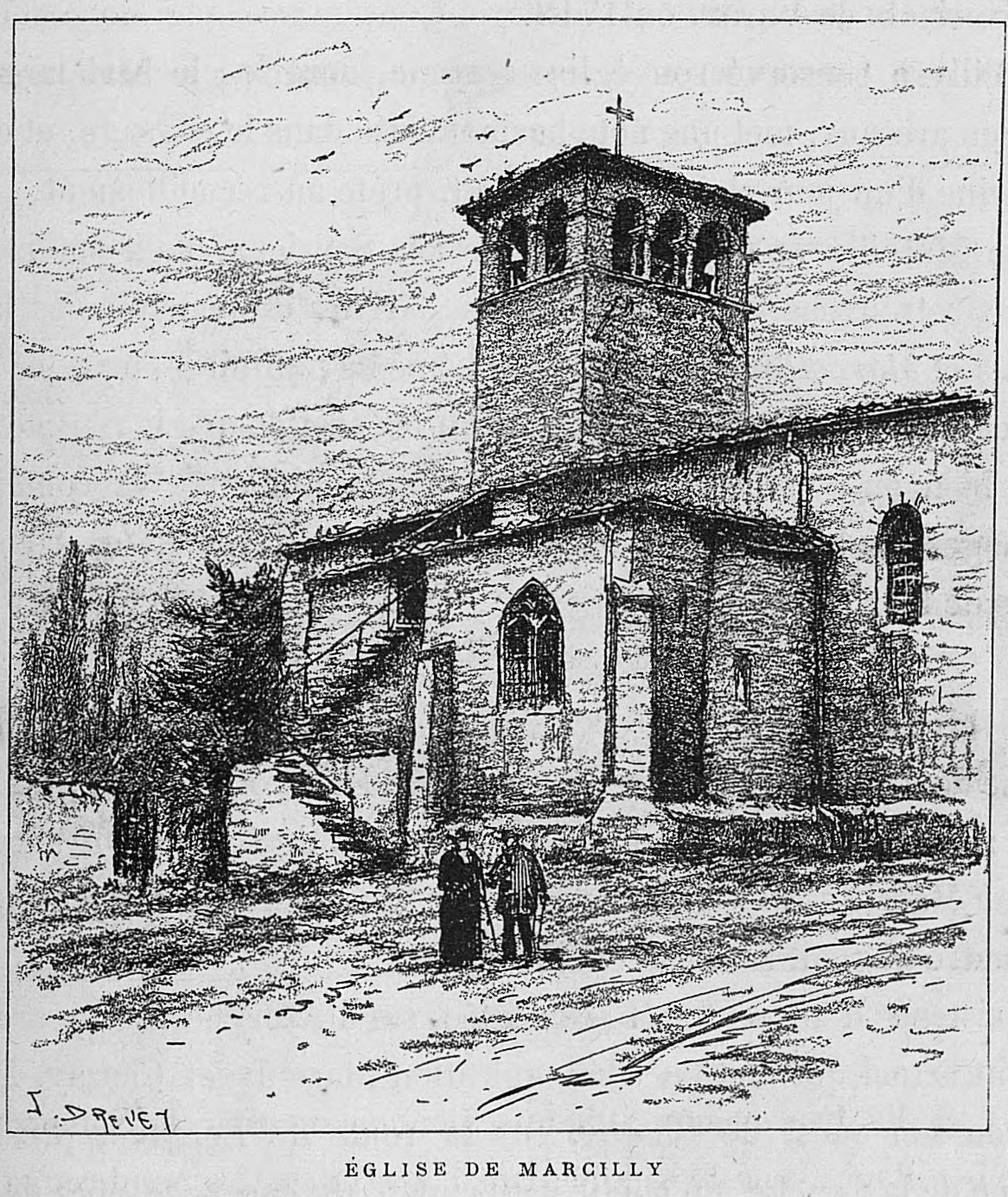
L'église Saint-Barthélémy
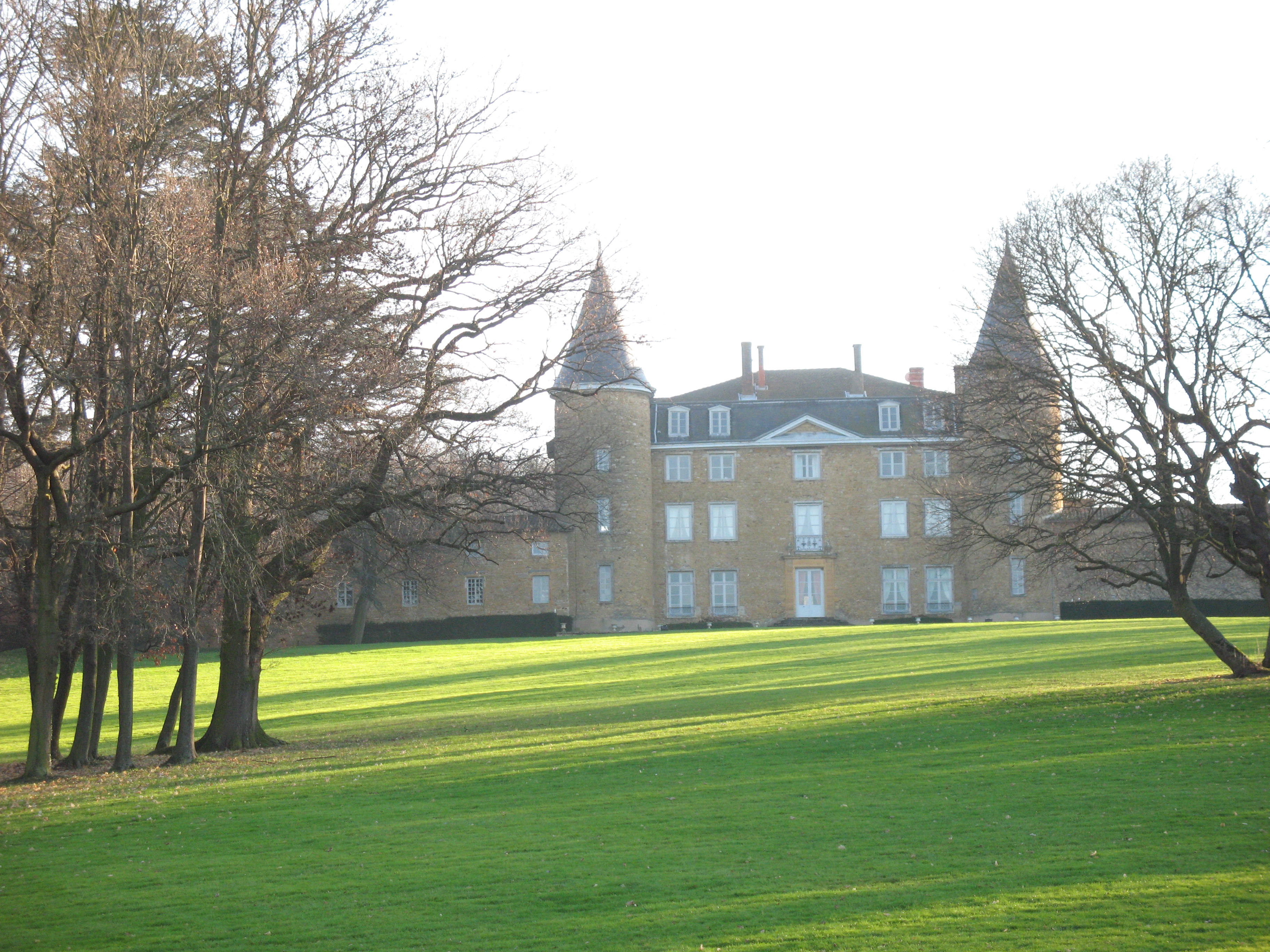
Château de Janzé
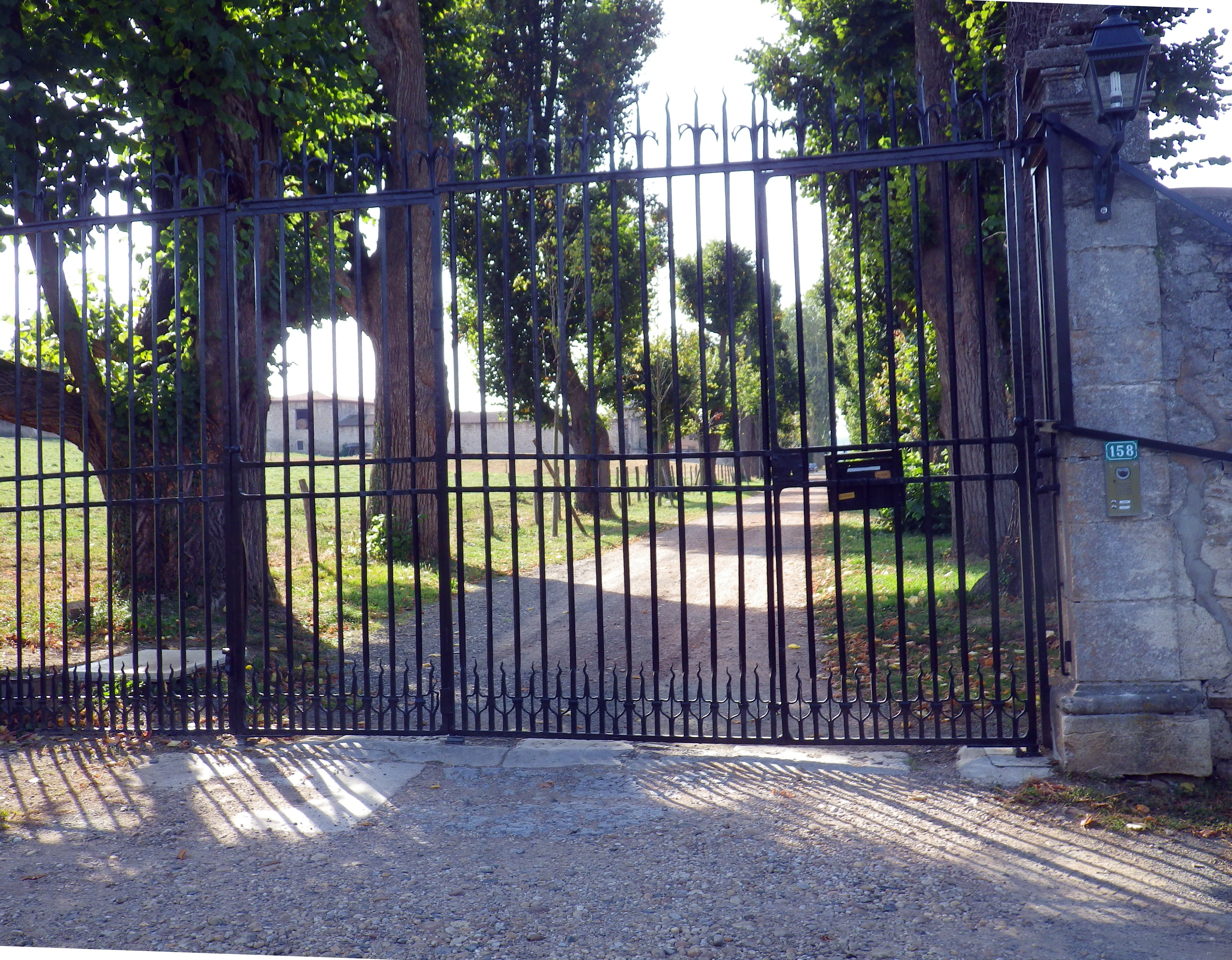
Château de Varax
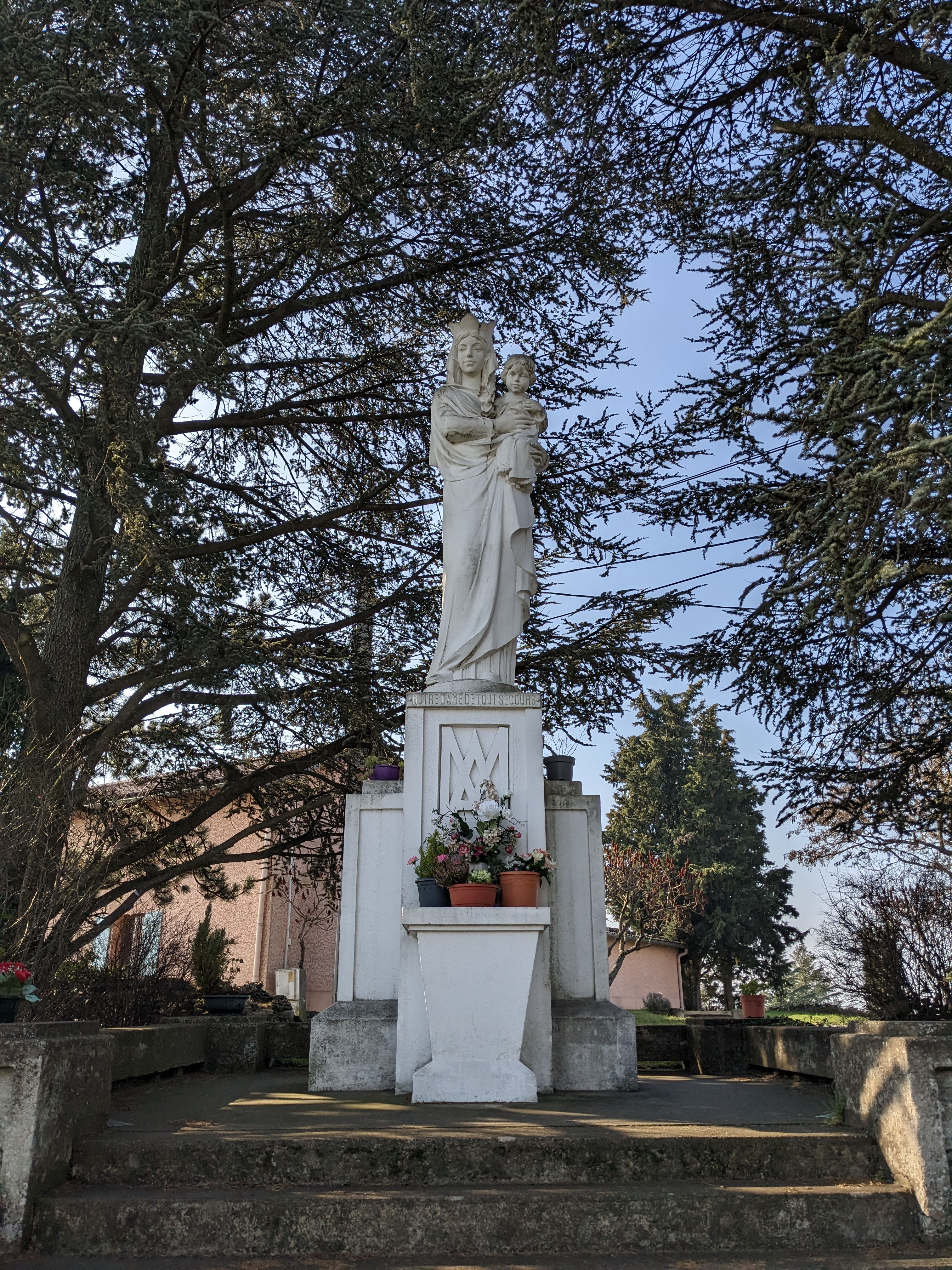
La Madonne de Marcilly d'Azergues

## Personnalités liées à la commune
- Hugues de Rivérieulx de Varax